# یوچیپولی
یوچیپولی (به انگلیسی: Uchipuli) یک زیستگاه انسانی در هند است که در تامیل نادو واقع شده‌است.